# Livano Comenencia
Livano Comenencia (Breda, 3 februari 2004) is een Nederlandse voetballer van Curaçaose afkomst die doorgaans speelt als verdediger, maar ook inzetbaar is als verdedigende middenvelder.

## Clubcarrière
Comenencia speelde in de jeugd bij TVC Breda en stapte in 2012 over naar de jeugdopleiding van PSV waar hij in augustus 2020 zijn eerste profcontract tekende. Op 16 augustus 2021 maakte hij namens Jong PSV zijn debuut in een met 0-1 verloren thuiswedstrijd tegen FC Den Bosch. In februari 2022 verlengde de talentvolle rechtsback zijn contract tot medio 2025.
In de voorbereiding op het seizoen 2023/2024 mocht hij meedraaien bij de A-selectie. Hoewel Peter Bosz tevreden was over de verdediger moest hij zich toch weer melden bij Jong-PSV, net als Mohamed Nassoh, Jason van Duiven en Emmanuel van de Blaak. Op de slotdag van de zomerse transferwindow, 1 september 2023, werd bekend dat de speler een transfer heeft afgedwongen naar Juventus, de Italiaanse topclub betaalde € 3 miljoen voor de speler die nog tot 2025 onder contract stond bij PSV.

## Clubstatistieken
| 2021/22                             | Jong PSV | Eerste divisie | 24 | 0 | 0 | 0 | — | — | 24 | 0 |
| Totaal                              | Totaal   | Totaal         | 24 | 0 | 0 | 0 | 0 | 0 | 24 | 0 |
| Bijgewerkt tot en met 29 april 2022 |          |                |    |   |   |   |   |   |    |   |